# Sarawaködla
Sarawaködla (Lanthanotus borneensis) är en ödla som lever endemisk på norra Borneo. Arten är den ende i sitt släkte och även i sin familj. Ödlan lever troligen största delen av sitt liv under jorden. Därför är nästan ingenting känt om artens levnadssätt.

## Kännetecken
Sarawaködlan når en kroppslängd av upp till 55 cm (vanligen 42 eller 43 cm) och svansen upptar ungefär halva längden. Kroppen är huvudsakligen täckt av små bruna fjäll, mellan dessa finns i symmetriskt avstånd större fjäll som bildar flera längsgående linjer. Linjernas antal ligger mellan 6 och 10 och vissa linjer har en fortsättning på svansen. Extremiteterna är jämförelsevis korta och de kraftiga tårna bär alla klor.
Näsborrarna ligger nästan på nosens ovansida. Ögonen är små och de har rörliga ögonlock. Vid ögonens underkant finns ett slags fönster av genomskinligt hornämne och därför kan ögonen inte stängas helt. Djuret saknar dessutom öronöppningar men innerörat är fullt utvecklade. Allmänt liknar skallen varanernas skalle med långa spetsiga tänder som är lite böjda. Liksom andra ödlor har sarawaködlan benbitar som är inbäddade i huden men i motsats till nära besläktade arter finns en tydlig gräns mellan benbitarna i skallen och bitarna i bålen.

## Utbredning och habitat
Arten lever endemisk på Borneo och förekommer bara på öns norra del. Ödlan föredrar underjordiska floder och andra platser under markytan, den hittades i delstaten Sarawak även i bevattningssystem för risodlingar.

## Hot
Beståndet hotas av landskapsförändringar när skogar röjs och vattendrag torrläggs. Flera exemplar fångas och säljs som terrariedjur. IUCN listar arten som starkt hotad (EN).